# かんざきひろ
かんざき ひろ（1978年5月5日 - ）は、日本のイラストレーター、アニメーター、作曲家、編曲家、リミキサー、DJ。
アニメーターとしては本名の織田 広之（おだ ひろゆき）、ミュージシャンとしてはHiroyuki ODAもしくは鼻そうめんP（はなそうめんピー）という名義で活動している。個人サークル「tabgraphics」（タブグラフィックス）から全年齢向け同人誌を刊行している。

## 活動と作風
東海大学開発工学部出身。イラストレーターとしては伏見つかさ著のライトノベル『俺の妹がこんなに可愛いわけがない』などの挿絵、アニメーターとしては主にボンズ製作の作品、ミュージシャンとしては初期は正統派トランスのダッチトランス、のちにプログレッシブ・ハウスやアンビエント・ハウス、テックトランス、ユーロビートなどのエレクトロニック・ダンス・ミュージックを作曲している。『俺の妹がこんなに可愛いわけがない』のアニメ化では、自ら原作イラストを手掛ける作品でキャラクターデザインとしても参加し、アニメ作品としては珍しい人員配置として受け止められたという。
音楽を始めたのは中学生のころからで、当時はTM NETWORKの初期の作品などから影響をうけたり、自分の作品をパソコン通信で公開したりしていたという。CGを始めたのはパソコン通信の影響であり、その後イラストレーターやアニメーターの仕事を始めたのも、インターネットで知り合った人脈がきっかけであるとしている。当初の仕事先はアダルトゲーム関係の企業であったことを明かしているが、2008年4月時点では年齢制限のあるゲームの仕事を久しく行っていない。音楽活動は2006年から行っている。ホームページで自作曲を無料で公開していた所を音楽関係者にスカウトされたのがきっかけである。
ネコミミ好きを公言しており、電撃文庫の『俺の妹がこんなに可愛いわけがない』や『ねこシス』で伏見つかさとコンビを組むことになったのも、企画が先行していた『ねこシス』が猫耳少女を中心に据えた物語であったことがきっかけであり、伏見の担当編集者である小原一哲や三木一馬からは「世界一可愛くネコミミを描く人」などと評価されている。また、肉感的な丸顔が特徴で、『俺の妹がこんなに可愛いわけがない』において、ヒロインの高坂桐乃が丸顔であるという設定は、かんざきひろの挿絵イラストから反映された部分であるとされる。
「鼻そうめんP」という名義はニコニコ動画のユーザーから付けられた名前であり、HSPと略す場合もある。ニコニコ動画では既存曲のアレンジや、「初音ミク」を音源にもちいた楽曲やイラストをこの名義をもちいて無料公開している。
メディアの前での顔出し出演はおこなっておらず、プロフィールでは「変な緑色の生物」を自称しており、自身のイラスト中に丸い緑色の姿をしたマスコットキャラクターを登場させることがある。このキャラクターは『俺の妹がこんなに可愛いわけがない』のアニメ版の劇中にも頻繁に登場している。なお三木によれば本人は非常に華奢な人物であるという。2008年1月時点では東京都在住としている。
2009年のLINEAR32を皮切りに所属するOtographic主催のOtographic Liveやニコニコ動画主催のVocaNicoNightなど近年、年数回程度であるがDJとしてプレイしている。

## 参加作品
作品リストは本人のウェブサイトに掲載されている。

### アニメ
主に織田広之名義。
2003年
- 鋼の錬金術師（ボンズ） - 原画

2004年
- KURAU Phantom Memory（ボンズ） - 作画監督補佐、原画、イメージボードなど
- ギャラクシーエンジェル4期（マッドハウス） - 原画
- ローゼンメイデン（ノーマッド） - 原画

2005年
- ふしぎ星の☆ふたご姫（ハルフィルムメーカー） - 原画
- ぱにぽにだっしゅ!（ガンジス、シャフト） - エンドカードイラスト
- 交響詩篇エウレカセブン（ボンズ） - 原画
- 苺ましまろ（童夢） - 原画（かんざきひろ名義）

2006年
- ふしぎ星の☆ふたご姫 Gyu!（ハルフィルムメーカー） - ED原画
- 獣王星（ボンズ） - プロップデザイン、原画
- となグラ!（童夢） - OP原画
- 桜蘭高校ホスト部（ボンズ） - L/O作画監督
- 天保異聞 妖奇士（ボンズ） - 作画監督、原画、版権など

2007年
- DARKER THAN BLACK -黒の契約者-（ボンズ） - 版権（ニュータイプロマンス夏号）
- ななついろ★ドロップス（スタジオバルセロナ） - 原画
- バンブーブレード（AIC ASTA） - 作画監督（ボンズとしてのグロス請け[19]）

2008年
- みなみけ〜おかわり〜（アスリード） - OP原画
- 二十面相の娘（ボンズ、テレコム・アニメーションフィルム） - OP&ED原画

2010年
- HEROMAN（ボンズ） - 作画監督
- 俺の妹がこんなに可愛いわけがない（AIC Build） - 原作イラスト（かんざきひろ名義）、キャラクターデザイン、キャラ監修協力ほか（織田広之名義）

2011年
- アスタロッテのおもちゃ!（ディオメディア） - 第9話アイキャッチイラスト（かんざきひろ名義）

2012年
- エウレカセブンAO（ボンズ） - キャラクターデザイン

2013年
- 俺の妹がこんなに可愛いわけがない。（A-1 Pictures） - 原作イラスト（かんざきひろ名義）、キャラクターデザイン（織田広之名義）
- ゆゆ式（KINEMA CITRUS）- 第10話エンドカード

2014年
- GO!GO!575（Lay-duce、C2C） - キャラクターデザイン（かんざきひろ名義）

2015年
- うーさーのその日暮らし 夢幻編（サンジゲン） - 第11話エンドカード（かんざきひろ名義）
- Classroom☆Crisis （Lay-duce） - キャラクター原案、キャラクターデザイン（かんざきひろ名義）、OP総作画監督(織田広之名義)

2016年
- マジきゅんっ!ルネッサンス（サンライズ） - OP原画

2017年
- エロマンガ先生（A-1 Pictures）  - 原作イラスト（かんざきひろ名義）、キャラクターデザイン（織田広之名義）

2019年
- マナリアフレンズ（CygamesPictures）- 第4話エンドカード

2022年
- 群青のファンファーレ（Lay-duce） - キャラクターデザイン（かんざきひろ名義）

2024年
- 夜のクラゲは泳げない（動画工房）- 第3話エンドカード

### ゲーム
- おにいちゃんといっしょ（FISHCAFE、1999年） - 原画
- ただいま修行中（FishCafe、2001年） - 原画
- ぱにっく!! けろけろ王国（ぱじゃまソフト、2002年） - 一部原画（リン＝シェフィール）
- 鋼の錬金術師3 神を継ぐ少女（スクウェア・エニックス、2005年） - 原画、版権他
- マギアレコード 魔法少女まどか☆マギカ外伝（アニプレックス、2017年） - 江利あいみキャラクターデザイン・カードイラスト
- エンゲージプリンセス（電撃文庫×niconico 2019年） - メインキャラクターデザイン・イラスト

### パチスロ
- 快盗天使ツインエンジェル（トリビー、2006年） - 原画

### イラスト
主にかんざきひろ名義。
年不詳
- ピーズサイテック 『パソコンパラダイス総集編』（号数不明×2） - イラスト
- エンターブレイン 『TECH GIAN』（号数不明） - 壁紙イラスト×3
- キャラネット - グッズ用イラスト
- アニメイト 配信用待受画像×3
- ソフトバンク 『RASPBERRY』 「小麦っこくらぶ」 - イラスト
- ガイナックス 『GAINAX NET』 「リンクワールド」 - イラストエッセイ

1999年
- エンターブレイン 『PALETTE ビジュアルファンブック』 - イラスト
- K-BOOKS ポイント交換用テレホンカード（男性向け） - イラスト[20]
- ソニー・マガジンズ 『AX』 1999年9月号 - 特集記事カット数点
- ソニー・マガジンズ 『AX』 1999年12月号 - イラスト
- ピーズサイテック 『パソコンパラダイス総集編19』 - イラスト

2000年
- K-BOOKS ポイント交換用テレホンカード（男性向け） - イラスト
- メディアワークス 『電撃hp』 vol7 「逢えば闘う奴ら<前編>」 - 挿絵など
- メディアワークス 『電撃hp』 vol8 「逢えば闘う奴ら<後編>」 - 挿絵など
- メディアワークス 『電撃hp』 vol9 「逢えば恋する乙女ら」 - 挿絵など

2001年
- ソフトバンク 『GA Graphic』 - 壁紙イラスト×3

2002年
- エンターブレイン 『妖精伝承TCG』 - キャライラスト×3
- エンターブレイン 『夜界月承TCG』 - キャライラスト
- メディアワークス 『電撃萌王』 Vol.3 「萌絵萌絵コロシアム」 - イラスト

2004年
- メディアワークス 『週刊わたしのおにいちゃん 特別増刊号』 「BITTER&SWEET」 - 表紙・冊子イラスト

2005年
- 学習研究社 『メガミマガジンクリエイターズ』 vol.3 - イラスト

2006年
- エンターブレイン 『TECH GIAN』 2006年5月号 - 壁紙イラスト[21]
- 角川書店 『コンプティーク』 2006年3月号 「美少女イラストミュージアム」 - 折込ポスター[22]

2007年
- 虎の穴 『虎通』 Vol.127 - 表紙イラスト

2008年
- アスキー・メディアワークス 『俺の妹がこんなに可愛いわけがない』〈電撃文庫〉 - 挿絵
- ガイナックス 『GAINAX NET』 - 2008年3月28日 トップページイラスト[23]
- タイトー（ZUNTATA）『電車で電車でGO!GO!GO! れぼりゅ〜しょん』 - ジャケットイラスト
- 寺島情報企画 『DTM magazine 2008年1月号増刊 THE VOCALOID CV01 初音ミク』 - イラスト

2009年
- アスキー・メディアワークス 『電撃文庫MAGAZINE』連載 「ねこシス」 - 挿絵
- メロンブックス ポイント交換用テレホンカード - イラスト
- MOSAIC.WAV×鶴田加茂 feat.初音ミク 『Heartsnative』 - ジャケットアート、ブックレット表紙
- 洋泉社 『アニソンマガジン 00年代「萌える音楽」総決算!』〈洋泉社MOOK〉 - 表紙

2010年
- 芳文社 『けいおん!超イラストレーションズ! 1』 - イラスト
- 芳文社 『つぼみ』 vol.9 - 表紙

2011年
- コミックマーケット81 企業ブースパンフレット - 表紙

2012年
- 漫F画太郎作画、フョードル・ドストエフスキー原作『罪と罰』コミックス2巻 - 表紙

2013年
- アスキー・メディアワークス 『エロマンガ先生 妹と開かずの間』〈電撃文庫〉 - 挿絵

2018年
- グッドスマイルレーシング『レーシングミク2018ver.』 - デザイン・イラスト

2021年
- さくらみこ 「花月ノ夢」 - イラスト

2024年
- KADOKAWA 『私の初恋は恥ずかしすぎて誰にも言えない』〈電撃文庫〉 - 挿絵

### デザイン
主にかんざきひろ名義。
- 月宮雫 - VTuberキャラクターデザイン（2019年 Donuts所属）
- 姫森ルーナ - VTuberキャラクターデザイン（2020年 ホロライブ所属）

### 音楽

#### CD
主にHiroyuki ODA名義で、日本国外でも活動している。

##### アナログレコード・ダウンロード配信
- Hiroyuki ODA-ASOT060 (A State Of Trance)
  - Transmigration / Injection
- Hiroyuki ODA-ASOT077 (A State Of Trance)
  - Rise / Cataract
- Hiroyuki ODA – Ignite / Impulsion (Otographic Music)
  - Ignite / Impulsion
- Hiroyuki ODA – Transmigration (Otographic Music)
  - Transmigration(2011 Mix)
- Hiroyuki ODA – Revive EP (Otographic Music)
  - Astaroth / Green Light / Sparkle / Revive
- Hiroyuki ODA – Meridian / Parallel (Otographic Music)
  - Meridian / Parallel
- Hiroyuki ODA - Ascension (Otographic Music)
  - Ascension
- Hiroyuki ODA - Fall into the Darkness / Reach the Light (Otographic Music)
  - Fall into the Darkness / Reach the Light
- Hiroyuki ODA - Polaris (Otographic Music)
  - Polaris Original Mix / Extended Mix

##### アルバム
- Thirty (Otographic Music)
  - Thirty / Stargazer / Sound Of Waves / Oceanus / Luminescence / Light Velocity / Submarine / Ionosphere / Yozora

##### コンピレーション
- Trance for DJ vol.1 (Sevensenses Recordings)
  - Injection / Transmigration
- Best Of Sevensenses (Sevensenses Recordings)
  - Rise / Water Sprite
- Best Of Sevensenses 2007 (Sevensenses Recordings)
  - Undulate / Cataract
- アーミン・ヴァン・ビューレン A State Of Trance Radio Top 15 January 2010 
  - Yozora
- Re:MIKUS(ビクターエンタテインメント)　
  - Track3 Light Song(Hiroyuki ODA remix)
- Otographies (Otographic Music)　
  - Crux

##### リミックス
- Waves of Euphoria (wavforme)
  - Recollection 2000 (Hiroyuki ODA 2019 Remix)
- Virginia (Sevensenses Recordings)
  - Virginia (Hiroyuki ODA Remix)
- Thirty (Remixes) (Otographic Music)
  1. Luminescence(Kyohei Akagawa Remix)
  2. Thirty(KIWAMU Remix)
  3. Thirty(KaNa Remix)
  4. Light Velocity(MAKOTRAX Remix)
  5. Submarine(Shingo NAKAMURA Remix)
  6. Submarine(Tomoyuki Sakakida Remix)
  7. Submarine(Masanori Yasuda Remix)
  8. Oceanus(Taishi Remix)
  9. Day Break(Nhato Remix)
  10. Yozora(NAYUTA Underlight Remix)
  11. Amethyst(OCOT Remix)
  12. Thirty(Nhato 'n' Bass Remix)

かんざきひろ名義
- 姫森ルーナ - Lunar Light
- さくらみこ - 花月ノ夢(作曲・編曲)
- 天音かなた - ソーラン節

#### 鼻そうめんP、もしくはHSP名義

##### 配信
- 『インカーネイション(feat.初音ミク)』（KarenT、2009年7月22日）[24]
- 『The Endless Love』（KarenT、2011年4月28日）[25]
- 『Rennfahrer』（KarenT、2018年3月28日）[26]

##### ニコニコ動画
- cheetahmen2 (remix)[27] - ゲームソフト『チーターマンII』の劇伴曲のカバー
- インカーネイション[28]
- Light Song (remix)[29] - kz（livetune）の楽曲のカバー
- プラグアウト[30]
- YOUTHFUL DAYS' GRAFFITI[31]
- LightSong(Hiroyuki ODA Starlight Remix)[32] - kz（livetune）の楽曲のカバー
- Sune●[33] - テレビアニメ『ドラえもん』の劇伴曲のカバー
- unfragment[34]
- 恋愛サーキュレーションをHouseにしてみた[35] - テレビアニメ『化物語』第10話オープニング曲のカバー
- Phantom[36]
- The Endless Love[37]
- Wander Girl[38]
- irony 歌ってみた→リミックスしてみた[39] - テレビアニメ『俺の妹がこんなに可愛いわけがない』オープニング曲のカバー
- Maybe★Lucky[40]
- Phantom (2011 Re-Edit)[41]
- 星空☆ディスティネーション (HSP Bootleg Remix)[42]
- Nexus(Remix)[43]
- インカーネイション(2011 Mix)[44]
- Sune● (2012 Remix)[45]
- Stop Me[46]
- Unfragment (Hiroyuki ODA 2012 Remix)[47]
- Plug Out (HSP 2012 Remix)[48]
- idiolect[49]
- Tell Your World (HSP Bootleg Remix)[50] - kz（livetune）の楽曲のカバー
- Scapecoat[51]
- Desperate[52]
- SHIRO[53]
- インカーネイション(2015 Remix)[54]
- suneo2015[55] - テレビアニメ『ドラえもん』の劇伴曲のカバー
- isotext[56]

##### コンピレーション・楽曲提供
- EXIT TUNES PRESENTS Vocalocluster feat.初音ミク
  - The Endless Loveを提供
- ヒラく宇宙ポケット - KOTOKO
  - Track 7「Command+S」作曲・編曲（「Hiroyuki ODA Pres. HSP」名義）
- Etude - Nhato(Otographic Music)
  - Moonquake [feat. Hiroyuki ODA]（共同制作）

##### 同人販売CD
- On-Sawmen（音そうめん）[2009]
- レトロフューチャーオッサンディスコ[2011]
- unfragment(remix)[2012]
- Works 11-14[2014]
- Works 15[2015]

## 画集
- 『かんざきひろ画集 Cute』KADOKAWA、2014年6月25日発売[57]、ISBN 978-4-04-866197-3
- 『かんざきひろ画集 Sweet』KADOKAWA、2015年3月14日発売[58]、ISBN 978-4-04-866903-0
- 『かんざきひろ画集 Home.』KADOKAWA、2024年11月8日発売[59]、ISBN 978-4-04-914578-6